# دلك داش (مياندوآب)
دلك داش هي قرية في مقاطعة مياندوآب، إيران. عدد سكان هذه القرية هو 335 في سنة 2006.